# Küss mich, Genosse!
Küss mich, Genosse! (Alternativtitel: 1974 – Vorwärts in die Vergangenheit) ist ein deutscher Fernsehfilm aus dem Jahr 2007.

## Handlung
Die junge Radiomitarbeiterin Jenny Lütjens bekommt aus Versehen einen Fußball an den Kopf, fällt bewusstlos hin und reist aus dem Jahr 2006 durch die Zeit ins Jahr 1974, das Jahr ihrer Zeugung, zurück. Dort will sie miterleben, wie ihre Eltern, das westdeutsche Mädchen Alexandra und der DDR-Junge Frank, sich kennenlernen. Aus Erzählungen ihrer Mutter weiß Jenny, dass sie in dem Moment gezeugt wurde, als Jürgen Sparwasser während der Fußball-WM 1974 im Spiel zwischen der Bundesrepublik Deutschland und der DDR das entscheidende Tor schoss. Frank kam später bei einem Fluchtversuch an der innerdeutschen Grenze ums Leben. Jenny, die für die Nichte von Erich Honecker, FDJ-Sekretärin Holzapfel, gehalten wird, bringt die Zeitabläufe in der Vergangenheit durcheinander und hat Schwierigkeiten, ihre Eltern doch noch zusammenzuführen.
Beim Ausflug einer westdeutschen Schulklasse verpasst die Schülerin Alexandra mit ihrem biederen und gelegentlich fiesen Klassenkameraden Dietmar – Jennys Stiefvater aus der Zukunft, den sie nicht mag – nach einer Buspanne auf der Transitstrecke die Weiterfahrt. Beide gelangen daraufhin durch den Wald zu dem FDJ-Lagerplatz auf einem LPG-Gelände in Bantikow, wo auch Jenny gelandet ist. Zunächst verwundert, wird sich Jenny jedoch schnell der Lage bewusst und erkennt ihre Aufgabe, die sie zielstrebig verfolgt. Frank, der als Diskjockey abends auf einer Feier Platten auflegt, zeigt zunächst mehr Interesse an Jenny als an dem Besuch aus dem Westen. Durch einen Trick von Jenny kommt es aber doch noch zu einer romantischen Begegnung zwischen beiden. Diese wird aber gestört, bevor es zur Zeugung von Jenny kommen kann. Alexandra wird von der Volkspolizei gestellt und nach Hamburg zurückgeschickt.
Ein Mitarbeiter der Staatssicherheit ist Jenny auf den Fersen. Er weiß, dass sie nicht die FDJ-Sekretärin Holzapfel ist. Als er die Verdächtigen Jenny und Frank verhaften will, wird er von ihnen überrumpelt und niedergeschlagen. Auf Drängen von Jenny legt Frank die Uniform des Stasi-Mitarbeiters an. Jennys Plan ist, dass sie nun zusammen – sozusagen im sozialistischen Staatsauftrag – über die Grenze per Zug zum Fußballspiel nach Hamburg gelangen. Der linientreue Stasi-Führungsoffizier Pfefferkorn lässt sich von Jennys Charme unwissentlich in den Plan einbinden. Jenny kommt sehr gelegen, dass sie das Ergebnis des für das politische Prestige so wichtigen Spiels schon kennt (DDR-Bundesrepublik Deutschland 1:0, siehe Sparwasser-Tor).
Es gelingt Jenny, Alexandra in ihrem Elternhaus aufzusuchen und somit das Wiedersehen von Frank und Alexandra und damit Jennys Zeugung zu ermöglichen. Die beiden gelangen schließlich ins Stadion, wo Jennys Kräfte zusehends schwinden (der Point of no Return/der Punkt ihrer Zeugung – oder Nicht-Zeugung – muss rasch realisiert werden). Jenny gelingt es, ihre eigene Zeugung einzufädeln, ehe sie von der Stasi gefangen genommen und verhört wird. Weil der Umstände wegen ihr Pass inzwischen blank ist, wird sie von Pfefferkorn für eine Geheimagentin gehalten.
Unterdessen fallen sich in den Stadionkatakomben Alexandra und Frank nach ihrer Wiedervereinigung in die Arme und ermöglichen so Jennys Geburt in der Zukunft. Während Frank die Umgebung sondiert und versucht zu erkunden, ob sie unbehelligt fliehen können, wird er von Stasi-Leuten überwältigt und abgeführt. Währenddessen kleidet Alexandra sich wieder an und ahnt nicht, dass Frank in Schwierigkeiten ist. Als sie schließlich genauer nachsieht, trifft sie nicht auf Frank, sondern auf Dietmar, der sie gesucht hatte.
Unterdessen versucht Jenny noch immer, Pfefferkorn davon zu überzeugen, dass sie tatsächlich aus der Zukunft kam und keine Agentin ist. Dies gelingt ihr erst mit der 2006 bei Recherchen gefundenen aktuellen Kamera, die in der Vergangenheit erst in zwei Stunden live gesendet wird. Danach berichtet Jenny Pfefferkorn von den kommenden Entwicklungen und der letztlichen deutschen Wiedervereinigung bis hin zu den in ihrer Zeit geschehenen Dingen, wie die Einführung des Euro als Zahlungsmittel in vielen europäischen Ländern (Eurozone). Während die junge Frau ihr Wissen preisgibt und Pfefferkorn letztlich überzeugt, dass sie die Wahrheit sagt und ihm klarmacht, dass er aussteigen muss, solange er die Wahl hat, und dieser sich sogar überzeugen lässt, werden ihr zukünftiger Vater und ihr zukünftiger Bruder Patrick gestellt und eingesperrt. Pfefferkorn und Jenny ermöglichen kurz nach ihrem Gespräch durch die Freilassung der beiden Frank und Patrick die Flucht. Kurz darauf treffen sie auf (nun ehemalige) Untergebene Pfefferkorns, die dieser mit Franks Hilfe überwältigt, und machen sich auf den Weg zu Alexandra, die sich daheim wegen Frank und dessen offenbarer Festnahme die Augen ausweint und ihre Eltern in die tatsächlichen Geschehnisse einweiht. Überraschend für Alexandra zeigen beide Elternteile Verständnis für ihr Handeln und trösten ihre Tochter. Selbst Dietmar begreift, dass er falsch gehandelt hat, und entschuldigt sich bei Alexandra. Kurz darauf tauchen Frank und Jenny mit Pfefferkorn und Patrick bei Alexandra in der Elbchaussee auf, und Jenny wird Zeuge, wie sich ihre zukünftigen Eltern in die Arme fallen – sehr zum Unmut von Dietmar. Alexandras Eltern werden Zeuge, wie sich die beiden jungen Erwachsenen in die Arme fallen. Doch erst als Jenny Dietmar als Verräter der Zwei vor Alexandras Eltern enttarnt, erkennen die Anwesenden die Wahrheit über Dietmar. Er ist keineswegs der edle Ritter und Retter, für den er sich ausgibt. Das junge, wiedervereinte Paar Alexandra und Frank wirft Dietmar schließlich raus. Dann werden die Anwesenden Zeuge eines weiteren historischen Ereignisses: Pfefferkorn erklärt offiziell, dass er dem DDR-Regime nicht mehr folgen wird und legt demonstrativ seine Anstecknadel ab.
Glücklich über ihre Liebe und die wiedergewonnene Zweisamkeit beschließen Alexandra und Frank spontan, den ihnen inzwischen sehr ans Herz gewachsenen Waisenjungen Patrick zu adoptieren – sehr zur Überraschung aller und zur Freude Patricks. Verblüfft und sprachlos lassen die Pläne des jungen Paares Alexandras Eltern werden. 
Kurz darauf wird Jenny erneut von einem Fußball am Kopf getroffen und reist – noch während sie versucht zu erklären, dass sie eine Zeitreisende aus dem Jahr 2006 ist – zurück in ihre Zeit.
Augenblicke später wird sie von einem jungen Mann auf der Couch liegend gefunden, angesprochen und geweckt, in dem er sie mit ihrem Vornamen anspricht. Sie scheint auf der Couch geschlafen zu haben. Sie ist desorientiert und erkennt den jungen Mann, von dem sie geweckt worden ist. Sie ist wieder im Jahr 2006. Und der junge Mann, der sie besorgt ansieht, sie zu kennen scheint und sie dann irritiert fragt, ob sie tatsächlich in dem Sessel geschlafen hat, in dem sie zuvor aufgewacht war, entpuppt sich zur großen Verblüffung Jennys im Verlauf des Gespräches der beiden als der kleine Patrick, der inzwischen erwachsen ist und den ihre Eltern tatsächlich adoptiert haben. Sie fragt Patrick nach dem Datum und stellt fest, dass es der gleiche Tag ist wie vor ihrer Zeitreise und begreift, dass all das, was sie erlebt hat, tatsächlich stattgefunden hat. In ihrer Tasche befinden sich auch die Originalaufnahmen, die sie im FDJ-Ferienlager und später gemacht hat. Dies ist der letzte Beweis, damit Jenny glauben kann, dass sie wirklich in die Vergangenheit gereist ist, ihre Eltern zusammengebracht hat, ihren Vater vor der Erschießung an der „Mauer“ bewahrt und viel Wirbel verursacht hat. Doch auf Jenny warteten noch weitere Überraschungen …
Es zieht sie in die Redaktion, um ihren Bericht zu schreiben. Patrick bietet ihr an, sie dorthin zu fahren. Dankend nimmt Jenny diesen Vorschlag an.
Vor der Redaktion erinnert Patrick Jenny daran, dass die Eltern am Nachmittag ein Fest geben werden. Da Jenny noch immer etwas desorientiert ist und wissen will, ob sie ihren Vater tatsächlich hat rückwirkend retten können, fragt sie ihren Bruder, wie der Vater heißt, und Patrick antwortet ihr der Wahrheit entsprechend und nach wie vor verwundert über das seltsame Verhalten seiner Schwester, dass er Frank heiße – auch wenn er seine Schwester nachdenklich mustert. Jenny beginnt zu begreifen, dass alles geklappt hat, was sie geplant hatte: Frank lebt und ihre Mutter hat niemals Dietmar geheiratet. Und gemeinsam haben sie damals wirklich den kleinen Patrick adoptiert. Jenny wird endgültig klar, dass sie in einer völlig anderen Realität wach geworden ist. Von Patrick erfährt sie auch, dass ihr Vater seinen Traum tatsächlich verwirklichen konnte und heute Musik produziert.
Auch in der Redaktion ist nichts mehr, wie Jenny es kannte. Sie ist bei allen beliebt. Von Tony erfährt sie, dass sie Redakteurin ist und offenbar eine richtig Gute. Er hatte sich, als sie die Redaktion betrat, von hinten an sie herangeschlichen und sie geküsst. Jenny kann es gar nicht fassen. Sie spricht ihn mit „Sie“ an, und Tony amüsiert sich köstlich. Seine Worte machen ihr schlagartig klar, dass sich noch mehr verändert hat. Dieser Kuss war nicht der erste. Tony und sie waren ein festes Paar. Der Mann, in den sie heimlich vor ihrer Zeitreise verliebt gewesen war, war ihr Freund und – wie sich während des Gespräches der beiden herausstellt – bereits seit einem Jahr. Es hatte sich alles verändert um Jenny herum. Der Vater lebte und war mit der Mutter zusammen, ihre Mutter war glücklich, sie hatte einen Bruder, war Redakteurin beim Radio und fristete ihre Tage nicht im Geräuschearchiv. Und sie war bei all ihren Kollegen beliebt – alles was sie immer gewollt hatte.
Sie schreibt ihren Beitrag, und Tony ist schwer begeistert von ihrem Artikel. Jenny kann es kaum glauben: Sie hatte ihr Ziel erreicht. Tony ging wirklich mit einem Bericht von ihr auf Sendung und begeisterte damit sich, das Redaktionsteam und seine Zuhörer – unter ihnen auch den ehemaligen Hauptmann Pfefferkorn, den Jenny während ihrer skurrilen Zeitreise vom Untergang der SED-Diktatur in Kenntnis setzen konnte. Jener – so stellt sich heraus – arbeitet 2006 beim Radiosender am Empfang.
Nach der Sendung wird Jennys sensationeller Beitrag von Tony und dem gesamten Redaktionsteam gefeiert. Jenny kann es noch immer kaum glauben. Sie war eine erfolgreiche und beliebte Journalistin, so wie sie es immer wollte. Und dann küsst Tony sie. Außerdem überrascht er sie anlässlich des ersten Jahrestages mit einer Reise nach Rom.
Am Abend gehen Tony und Jenny auf das von Patrick angesprochene Fest von Alexandra und Frank, ihren Eltern. Bei dieser Gelegenheit lässt Alexandra in Franks Armen die Geschehnisse von damals noch einmal Revue passieren. Gebannt lauscht Jenny in den Armen von Tony den Worten ihrer Mutter. Der Vater beginnt Saxophon zu spielen, und Jenny kuschelt sich in die Arme des Mannes, den sie liebt.

## Trivia
Die Handlung von Küss mich, Genosse! weist Parallelen sowohl zur britischen Polizeiserie Life on Mars von 2006 als auch zum Kultfilm Zurück in die Zukunft auf. So erleiden beide Protagonisten einen Unfall in der Gegenwart und wachen in der Vergangenheit auf, beide können Erkenntnisse aus der Zukunft gewinnbringend einsetzen und beide versuchen einen Weg nach Hause zu finden, der auch beinhaltet, die eigenen Eltern zusammenzuführen (Küss mich, Genosse!) bzw. ihre Trennung zu verhindern (Life on Mars). Die wieder aufgegriffenen Motive aus Zurück in die Zukunft sind die Zeitreise und das verschwindende Foto, welches die auf Zeitparadoxa beruhende Unmöglichkeit der eigenen Geburt manifestiert.
Ein Teil der Dreharbeiten fand im KiEZ am Frauensee statt.